# Gemeenschap van apostolisch leven
Een gemeenschap of sociëteit van apostolisch leven is een gemeenschap binnen de Katholieke Kerk waarvan de leden een leven in gemeenschap leiden, zonder religieuze geloften af te leggen.
Deze sociëteiten staan onder de bevoegdheid van de dicasterie voor Instituten van Gewijd Leven en voor Gemeenschappen van Apostolisch Leven.  Canones 731 tot en 746 van het Wetboek van Canoniek Recht handelen over  deze gemeenschappen.
Een gemeenschap van apostolisch leven wordt van pauselijk recht genoemd, als het door de Apostolische Stoel opgericht of door deze bij formeel decreet goedgekeurd is; van diocesaan recht echter, als het door de diocesane bisschop opgericht is en geen decreet van goedkeuring van de Apostolische Stoel verkregen heeft.

## Voorbeelden
In chronologische volgorde volgens datum van oprichting
- Oratorianen (1574)
- Sulpicianen (1641)
- Eudisten (1643)
- St. Joseph's Missionary Society, Missionarissen van Mill Hill (1864)
- Maryknoll (1911)
- Priesterbroederschap van Sint-Pieter (1988)
- Instituut Christus Koning en Soeverein Hogepriester (1990)
- Instituut van de Goede Herder (2006)